# Миколаївська сільська територіальна громада (Дніпровський район)
Миколаївська сільська територіальна громада — територіальна громада в Україні, у Дніпровському районі Дніпропетровської області, з адміністративним центром в селі Миколаївка.

## Загальна інформація
Площа території — 369,3 км², кількість населення громади — 6 716 осіб (2020 р.).

## Населені пункти
До складу громади увійшли села Благовіщенка, Долинське, Миколаївка, Нове, Новотаромське, Пашена Балка, Степове, Сурське та селища Титорове, Шевченко.

## Історія
Утворена у 2020 році, відповідно до розпорядження Кабінету Міністрів України № 709-р від 12 червня 2020 року «Про визначення адміністративних центрів та затвердження територій територіальних громад Дніпропетровської області», шляхом об'єднання територій та населених пунктів Горьківської, Миколаївської, Новотаромської та Степової сільських рад Дніпровського району Дніпропетровської області.